# 유즈니섬
유즈니섬(러시아어: Ю́жный о́стров)은 노바야제믈랴 제도의 섬이다. 면적은 33,275 km2로 북쪽의 세베르니 섬보다는 작다.

## 같이 보기
- 러시아의 섬 목록